# Stromingsvergelijkingen van Euler
De stromingsvergelijkingen van Euler zijn door Leonhard Euler opgestelde partiële differentiaalvergelijkingen voor de stroming van een onsamendrukbaar fluïdum zonder viscositeit. In praktijk is dit een goede benadering voor weinig viskeuze vloeistoffen of voor gassen ver beneden de geluidssnelheid. Ze zijn dus een benadering voor de exacte Navier-Stokes-vergelijkingen. De vergelijkingen luiden:
{\displaystyle \nabla p/\rho =\mathbf {a} -(\mathbf {v} \cdot \nabla )\mathbf {v} -\partial \mathbf {v} /\partial t}
De onsamendrukbaarheid wordt daarnaast uitgedrukt door een vergelijking die stelt dat de divergentie van het snelheidsveld nul is:
{\displaystyle \nabla \cdot \mathbf {v} =0}
De grootheden en parameters in deze vergelijkingen zijn (met hun SI-eenheden)
p de druk (Pa)
v de vectoriële snelheid (m/s)
a de vectoriële uitwendige acceleratie (m/s2)
t de tijd (s)
ρ de massadichtheid (kg/m3)
∇ de nabla-operator (eenheid formeel 1/m)